# Laura Bernal (diplomat)
Laura Bernal (n. 1956, Buenos Aires, Argentina – d. 26 aprilie 2020, Dublin, Irlanda) a fost o diplomată argentiniană. Ea a servit ca ambasador al Argentinei în Irlanda din 2016 până la decesul său subit în 2020. A fost prezentă în țara gazdă pentru a-l primi pe compatriotul său Papa Francisc, în timpul vizitei în Irlanda, ca parte a Întâlnirii Mondiale a Familiilor 2018.
Bernal era originară din Buenos Aires. A decedat în locuința sa din Rathmines pe 26 aprilie 2020, iar analizele post-mortem au dovedit că suferea de COVID-19. La cererea surorii sale și din cauza pandemiei de COVID-19, corpul său nu a fost repatriat. Slujba de înmormântare a avut loc pe 15 mai la biserica parohială St Michael din Foxford, iar apoi a fost îngropată în Cimitirul Craggagh din apropiere. Foxford este locul în care s-a născut Amiralul William Brown, cel care a fondat marina argentiniană, fapt ce explică această alegere.